# 安德鲁·斯坦顿
安德鲁·斯坦顿（英語：Andrew Stanton，1965年12月3日—）是一名美国电影导演、编剧和制片人。他是皮克斯动画工作室和索尼动画工作室的重要成员。他编剧并执导的著名电影有《海底总动员》和《瓦力》，两者都获得了奥斯卡最佳动画片奖。

## 生平
他生于马萨诸塞州埃塞克斯县的Rockport镇。后来他进入加州藝術學院学习动画制作，1983年从该校毕业。

## 參與作品
- 玩具总动员（Toy Story，1995年，故事、编剧、辅助配音）
- 虫虫危機（A Bug's Life，1998年，联合导演、故事、编剧、客串配音）
- 玩具总动员2（Toy Story 2，1999年，故事、编剧、为Emperor Zurg配音）
- 怪獸公司（Monsters, Inc.，2001年，与約翰·拉薩特共同担任执行监制、编剧）
- 海底总动员（Finding Nemo，2003年，导演、故事、编剧、为Crush、New England Lobster和其他许多角色配音）
- 超人特攻隊（The Incredibles，2004年，辅助配音）
- 汽车总动员（Cars，2006年，为Fred配音）
- 料理鼠王（Ratatouille，2007年，与約翰·拉薩特共同担任执行监制）
- 瓦力（WALL-E，2008年，导演、编剧、为人类角色配音）
- 晴時多雲（Partly Cloudy，2009年，与約翰·拉薩特共同担任执行监制）
- 天外奇蹟（Up，2009年，与約翰·拉薩特共同担任执行监制）
- 玩具总动员3（Toy Story 3，2010年，故事）
- 異星爭霸戰：尊卡特傳奇（John Carter，2012年，编剧、导演），首部真人电影